# Hafiz Amirkhanov
 (janvier 2025).
Hafiz Amirkhanov (en azéri : Hafiz (Afis) Yusif oğlu Əmirxanov; né le 5 novembre 1940 à Bakou) est un architecte azerbaïdjanais, Lauréat du Prix d'État de la RSS d'Azerbaïdjan.

## Biographie
Après avoir terminé ses études secondaires, entre 1960 et 1963, Hafiz Youssif oghlu Amirkhanov fait son service militaire dans l’Armée soviétique. À son retour, en 1964, il s’inscrit au département d’architecture de la faculté de construction de l’Institut polytechnique d’Azerbaïdjan, et obtient son diplôme en 1969. 

## Activité professionelle
Hafiz Amirkhanov commence sa carrière en tant qu’architecte. 
De 1972 à 1987, il travaille à l’Institut national de design de Bakou, et il passe du poste d’architecte en chef à celui de chef de département. Pendant cette période, il réalise plusieurs projets majeurs, tels que le palais Gulustan, à la construction duquel il participe directement. En 1987, il est nommé directeur de la filiale de l’institut Azərdövlətlayihə à Sumqayıt, avant de revenir à Bakou en 1988.
De 1989 à 2007, occupe le poste de premier vice-président de l’Union des architectes d’Azerbaïdjan. En même tant, docent Hafiz Amirkhanov poursuit ses activités créatives et pédagogiques comme maître de conférences.

## Prix et récompenses
- Titre honorifique d'Architecte émérite de la République d'Azerbaïdjan , 20 décembre 1991[2].
- Prix d'État de la RSS d'Azerbaïdjan — 1982 (pour la conception du palais Gulustan)
- Ordre de la Gloire (Azerbaïdjan) , 19 avril 2000[3]
- Bourse individuelle du Président de la République d'Azerbaïdjan , 25 novembre 2016[4].